# Siniša Mihajlović
Siniša Mihajlović (srbsko Синиша Михајловић, izgovorjava [sǐniʃa mixǎːjloʋitɕ]), srbski nogometaš in trener, * 20. februar 1969, Vukovar, Jugoslavija, † 16. december 2022, Rim, Italija.
Mihajlović je bil profesionalni nogometaš in nogometni trener, ki je igral na položajih branilca in vezista. Med letoma 1991 in 2003 je odigral 63 tekem za reprezentanco FR Jugoslavije oz. Srbije in Črne Gore ter dosegel 10 golov. Nastopil je na Svetovnem prvenstvu 1998 in Evropskem prvenstvu 2000. Velja za enega najboljših izvajalcev prostih strelov. Klubsko kariero je začel pri klubu Borovo, nadaljeval pri Vojvodini in Crveni zvezdi, v nadaljevanju kariere pa je igral za italijanske klube Roma, Sampdoria, Lazio in Inter. Po koncu kariere je deloval kot trener v več italijanskih klubih ter v letih 2012 in 2013 tudi kot selektor srbske reprezentance. Umrl je decembra 2022 star 53 let za levkemijo.